# Nord-Audnedals kommun
Nord-Audnedals kommun (norska: Nord-Audnedal kommune) var en kommun i Vest-Agder fylke i södra Norge. Kommunen omfattade ett område i den nordvästra delen av nuvarande Lindesnes kommun samt ett område i den östra delen av nuvarande Lyngdals kommun. Byn Vigmostad utgjorde kommunens centralort.

## Administrativ historik
Nord-Audnedals kommun (Nord-Undals kommun) upprättades 1845 när den dåvarande kommunen Undal delades i två och de båda kommunerna Nord-Undal respektive Sør-Undal bildades. Kommunen hade 802 invånare vid upprättandet.
Den 1 januari 1911 delades kommunen i två och de båda kommunerna Konsmo respektive Vigmostad bildades. Den gamla kommunen hade vid delningen totalt 1 705 invånare.